# Eastwoodhill Arboretum
Eastwoodhill is sinds 2005 het nationale arboretum van Nieuw-Zeeland. Het heeft een oppervlakte van ca. 131 ha en ligt in de heuvels van Ngatapa, 35 km ten noordwesten van Gisborne. Het werd gesticht in 1910 door William Douglas Cook. Het zou diens levenswerk worden om een gigantische collectie bomen uit de gematigde streken van het noordelijk halfrond bij elkaar te brengen. Een droom waaraan hij zijn gehele vermogen besteedde. Hij kocht duizenden bomen bij verschillende Nieuw-Zeelandse en Engelse kwekerijen. 

Toen in de jaren zestig de gezondheid van Douglas Cook ernstig achteruitging verkocht hij het arboretum aan H. B. (Bill) Williams. Deze werd de drijvende kracht achter de instelling van de Eastwoodhill Trust Board in 1975 en schonk uiteindelijk het arboretum aan de Trust.
Van alle arboreta op het zuidelijk halfrond heeft Eastwoodhill Arboretum de grootste collectie bomen van de gematigde streken van het noordelijk halfrond.

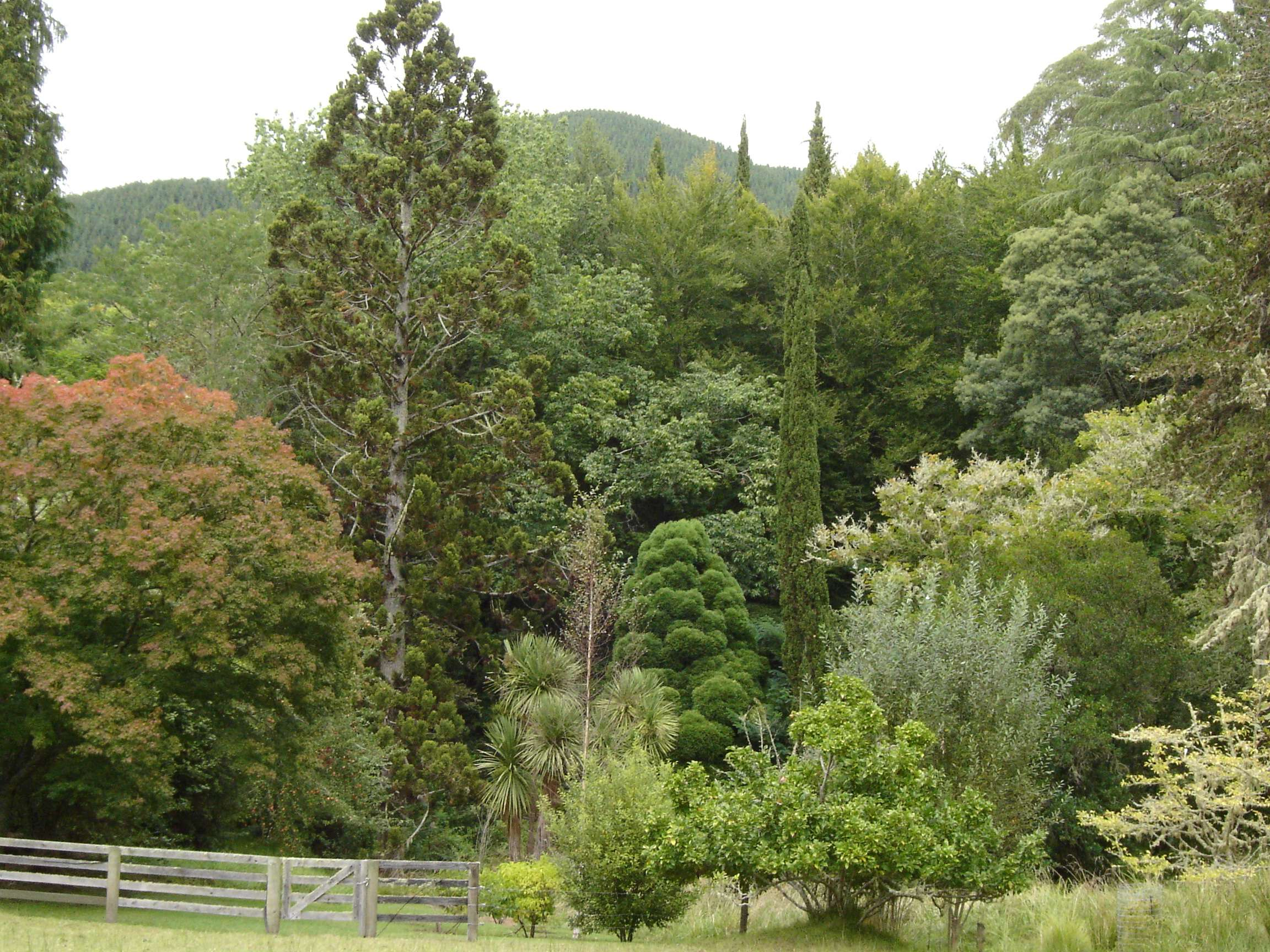
Eastwoodhill Arboretum

De totale collectie omvat ca. 4000 verschillende bomen, struiken en klimplanten.

## Geschiedenis

### William Douglas Cook
De geschiedenis van Eastwoodhill is onlosmakelijk verbonden met die van William Douglas Cook (1884 - 1967). Hij vestigde zich in 1910 als boer in Ngatapa op een stuk grond dat hij Eastwoodhill noemde en dat toen 250 ha groot was. Hij begon onmiddellijk bomen te planten, maar hij plantte ook rozen, bloemen en groenten in z'n tuin. Hij bestelde veel zaden van bomen en struiken.
Bij het uitbreken van de Eerste Wereldoorlog meldde Douglas Cook zich aan als vrijwilliger voor het leger. Hij raakte in Frankrijk blind aan zijn rechteroog. Om te herstellen verbleef hij in Engeland en bij familie in Schotland. Hij raakte geïnspireerd door de grote parken en tuinen van Engeland en kwam in contact met Sir Arthur William Hill, de latere directeur van Kew Gardens.
In 1918 - terug op Eastwoodhill - plantte Douglas Cook duizenden Montereydennen Pinus radiata, voor de houtproductie en voor brandhout. Hij plantte ook verschillende soorten Eucalyptus. Maar er werd ook aandacht aan de tuin besteed en met parkaanleg werd ook begonnen, onder andere met oosterse platanen Platanus orientalis, verschillende iepen, gewone esdoorns Acer pseudoplatanus enNoorse esdoorns A. platanoides. In dat jaar verschenen bijvoorbeeld de Italiaanse populieren langs de grote toegangsweg, Poplar Avenue (Populierenlaan). In 1919 werden 1996 bomen en struiken besteld en in 1920 in totaal 3387, waarvan ca. 2500 voor de tuin. Toen werd onder andere de "Cabbage Tree Avenue" ingeplant, welke in 2006 is gerestaureerd. 

Het planten wordt dan enkele jaren onderbroken door reizen naar Engeland in 1922 en 1924. Maar in 1926 wordt de tuin aanzienlijk uitgebreid met duizenden tulpen, hyacinten en paeonies uit Holland.
In 1927 kwam Bill Crooks op Eastwoodhill werken. Hij zou er 47 jaar blijven. Hij werkte onder andere als planter, chauffeur, drinkmaat en bovenal als rechterhand van Douglas Cook. Omdat Bill Crooks de belangen van het boerenbedrijf ging behartigen, kreeg Douglas Cook meer tijd voor zijn bomen. Het beplanten van de verschillende "parken" (onderdelen van het huidige arboretum) begint dan ook vanaf ongeveer 1927. Dan begin ook het serieuze verzamelen.
Tot in het begin van de jaren zestig gaat het planten door. De hoeveelheid verzamelde planten was buitengewoon. Ca. 5000 verschillende taxa werden bemachtigd, tegen immense kosten.
Terwijl hij in de jaren twintig zijn grondbezit nog kon verdubbelen, dankzij geld van zijn familie in Schotland, moest hij halverwege de jaren vijftig 925 acres verkopen, om geld te krijgen voor het aanschaffen van nieuwe bomen voor het "Circus" Park.
Aan het eind van zijn leven had hij al zijn geld in het arboretum gestoken.
Douglas Cook kreeg een hartaanval halverwege 1965, waarvan hij nooit geheel herstelde.
Hij overleed 27 april 1967.

### H.B. Williams
Eastwoodhill krijgt in de jaren zestig van de twintigste eeuw van vele kanten waardering als zijnde een uiterst belangrijke collectie houtige gewassen (bomen en struiken). De beplante oppervlakte bedraagt dan 160 acres. Velen maken zich echter zorgen om het voortbestaan. Douglas Cook wordt ouder en krijgt gezondheidsklachten. Uiteindelijk koopt Heathcote Beetham Williams (meestal aangeduid als H.B. (Bill) Williams), een ondernemer uit Gisborne, het land van Douglas Cook in 1965, met de uitdrukkelijke intentie om te garanderen dat in de toekomst iedereen met een belangstelling voor planten het arboretum zal kunnen bezoeken.

### Eastwoodhill Trust Board
Het zou nog enkele jaren duren voordat alles in kannen en kruiken was. Pas in 1975 werd de "Eastwoodhill Trust Act" (een Act is een wet) door het Nieuw-Zeelandse parlement aangenomen en kon de eerste vergadering van de Eastwoodhill Trust Board plaatsvinden. De Eastwoodhill Trust Board is een wettelijk erkende organisatie met een goed doel. H. B. Williams schonk vervolgens Eastwoodhill aan de Board. In 1994 vond een wijziging plaats met betrekking tot de samenstelling van de Trust Board en diens adviseurs.
De Trust Board bestaat nu uit zes leden die de volgende instellingen en groepen vertegenwoordigen:
- Poverty Bay Horticultural Society - de Tuinbouwvereniging van Poverty Bay
- East Coast Farm Forestry Association - de Bosbouwvereniging van de East Coast
- Gisborne District Council - het bestuur van het District Gisborne
- Williams Family - de familie Williams
- Friends of Eastwoodhill - de Vrienden van Eastwoodhill - een vereniging die het werk van Eastwoodhill ondersteunt
- Ministry of Conservation - het Ministerie van Natuurbescherming

De doelstelling van de Trust Board wordt in de wet als volgt omschreven:
- De primaire taak van de Board is om Eastwoodhill als arboretum in stand te houden en te ontwikkelen.
- Voor zover dat in overeenstemming is met de primaire taak zal de Board zich inspannen om Eastwoodhill ten bate van het publiek beschikbaar te maken voor educatie en recreatie.

### Beheerders en curators
- Tot 1974 is Bill Crooks als beheerder van het arboretum blijven optreden.
- Van 1974 tot 1982 wordt zijn taak overgenomen door Dan Weatherall.
- In 1982 werd Kevin Boyce door de Eastwoodhill Trust Board benoemd als curator. Hij zou dat blijven tot 1985.
- Gary Clapperton was curator van 1985 tot 2001.
- Sinds 2001 is Paul Wynen curator en treedt Morris Hall op als beheerder.

## Collectie
In totaal bracht Douglas Cook ca. 5000 verschillende soorten en cultivars van bomen en struiken naar Eastwoodhill. Daarvan werden er veel geïmporteerd van bekende Engelse kwekerijen zoals Hillier's, Veitch's en Slococks. Ook werd materiaal betrokken van Nieuw-Zeelandse kwekerijen zoals Duncan and Davies in New Plymouth en Harrison's in Palmerston North.
Door de jaren heen is het zwaartepunt van de collectie blijven liggen bij bomen, struiken en klimplanten van het noordelijk halfrond. Maar Eastwoodhill heeft inmiddels ook een omvangrijke collectie inlandse bomen.

### De eerste catalogi
In de jaren zeventig maakte Bob Berry de eerste catalogus van bomen, struiken en klimplanten. Deze bevatte 3000 verschillende taxa. Na de eerste versie van 1972 zou de catalogus tot 1986 de verantwoordelijkheid van Bob Berry blijven.

### Huidige specialisaties
De belangrijkste genera in de collectie van Eastwoodhill zijn:
- Camellia, met ca. 270 taxa
- Rhododendron, met 220 taxa en daarbij nog ca. 250 azalea's
- Esdoorn Acer, met 90 taxa
- Eik Quercus, 80
- Prunus, 80
- Pinus, met 35 taxa
- Magnolia, 40
- Appel Malus, ca. 50
- Zilverspar Abies, 30
- Lijsterbes Sorbus, 44
- Juniperus, 30

### Delen van het arboretum
Het arboretum is verdeeld in een aantal parken, met elk een eigen accent en een eigen naam.
De vlakke delen zijn:
- Corner Park, het eerste park dat vanaf 1927 systematisch door Douglas Cook werd ingeplant.
- Burnside
- Pear Park, door Douglas Cook ingeplant vanaf 1950.
- The Circus, door Douglas Cook ingeplant vanaf 1959.

Steile heuvels en dalen vindt men in:
- Cabin Park, ingeplant door Douglas Cook vanaf 1934.
- Douglas Park, gedeeltelijk ingeplant door Douglas Cook in 1945 (Basinhead en Blackwater in 1961).
- Orchard Hill, ingeplant door Douglas Cook vanaf ca. 1955.
- Glen Douglas, het laatste gebied waar Douglas Cook in 1963 op 79-jarige leeftijd aan begon.
- Springfield
- Mexico Way
- Canaan
- Turihaua Park
- Three Kings
- Millenial Wood